# Pauesia indica
Pauesia indica är en stekelart som beskrevs av Jaroslav Stary 1977. Pauesia indica ingår i släktet Pauesia och familjen bracksteklar. Inga underarter finns listade i Catalogue of Life.